# Нова (Талицький міський округ)
Но́ва (рос. Новая) — присілок у складі Талицького міського округу Свердловської області.
Населення — 141 особа (2010, 219 у 2002).
Національний склад станом на 2002 рік: росіяни — 98 %.